# 스콧 포드세드닉
스콧 포드세드닉(Scott Eric Podsednik, 1976년 3월 18일 ~)는  전 미국 프로 야구  선수이다.

## 수상 경력
- 2004년 내셔널리그 도루 1위